# Pansur Napitu
Pansur Napitu is een bestuurslaag in het regentschap Tapanuli Utara van de provincie Noord-Sumatra, Indonesië. Pansur Napitu telt 2471 inwoners (volkstelling 2010).